# 昭和医科大学附属看護専門学校
昭和医科大学附属看護専門学校 （しょうわいかだいがくふぞくかんごせんもんがっこう）は、学校法人昭和医科大学が東京都品川区旗の台に設置する専修学校。昭和医科大学病院に併設されている。

## 沿革
（この節の出典）
- 1931年（昭和6年）10月 - 昭和医学専門学校（現：昭和医科大学）附属産婆看護婦講習所として開設
- 1964年（昭和39年）3月 - 昭和大学医学部附属高等看護学校設置認可
- 1964年（昭和39年）4月 - 昭和大学医学部附属高等看護学校指定
- 1978年（昭和53年）11月 - 昭和大学医学部附属看護専門学校と改称
- 1995年（平成7年）3月 - 新校舎竣工
- 2025年（令和7年）4月 - 大学名の変更に伴い昭和医科大学附属看護専門学校と改称

## 学科
- 看護学科（3年課程、定員150名、男女共学）

## 実習施設
- 昭和医科大学病院[2]
- 昭和医科大学病院附属東病院[2]
- 昭和医科大学横浜市北部病院[2]
- 昭和医科大学藤が丘病院[2]
- 昭和大学藤が丘リハビリテーション病院[2]
- 昭和医科大学烏山病院[2]
- 昭和医科大学江東豊洲病院[2]

## 卒業後の資格
- 専門士（医療専門課程）称号[3]
- 看護師国家試験受験資格[2]

## 交通アクセス
- 東急大井町線・東急池上線「旗の台駅」より徒歩7分